# Phascolosoma capitatum
Phascolosoma capitatum är en stjärnmaskart som först beskrevs av Gerould 1913.  Phascolosoma capitatum ingår i släktet Phascolosoma och familjen Phascolosomatidae. Inga underarter finns listade i Catalogue of Life.